# سیریل ماکاناکی
سیریل ماکاناکی (انگلیسی: Cyrille Makanaky؛ زادهٔ ۲۸ ژوئن ۱۹۶۵) بازیکن فوتبال اهل کامرون بود.
از باشگاه‌هایی که در آن بازی کرده‌است می‌توان به باشگاه فوتبال مکابی تل آویو، باشگاه فوتبال ویارئال، باشگاه ورزشی بارسلونا، و باشگاه فوتبال لانس اشاره کرد.
وی همچنین در تیم ملی فوتبال کامرون بازی کرده‌است.